# Luis Rodríguez (bokser)
Luis Manuel Rodríguez (ur. 17 czerwca 1937 w Camagüey, zm. 8 lipca 1996 w Miami) – kubański bokser, były zawodowy mistrz świata kategorii półśredniej.
Pierwszą walkę zawodową stoczył w 1956. W pierwszych 36 walkach 35 razy zwyciężał, a jedna była uznana za nieodbytą. Wśród pokonanych przez niego pięściarzy byli tacy zawodnicy, jak przyszły mistrz świata w wadze półśredniej Benny Paret, z którym dwukrotnie wygrał w 1958, a także były mistrz świata tej kategorii Virgil Akins, którego pokonał w swej pierwszej walce w Stanach Zjednoczonych w czerwcu 1959. Od połowy 1959 mieszkał w Stanach Zjednoczonych, ponieważ reżim Fidela Castro zakazał uprawiania boksu zawodowego na Kubie.
W grudniu 1960 poniósł pierwszą porażkę, gdy niejednogłośnie pokonał go przyszły mistrz świata w wadze półśredniej Emile Griffith. W następnym roku przegrał z innym przyszłym mistrzem świata tej kategorii Curtisem Cokesem, któremu zrewanżował się pokonując go w tym samym roku. Po serii 11 kolejnych zwycięstw (w tym z Joeyem Giambrą otrzymał szansę walki o tytuł mistrza świata w kategorii półśredniej, którego posiadaczem był Emile Griffith. 21 marca 1963 w Los Angeles Rodríguez jednogłośnie pokonał Griffitha na punkty i został nowym mistrzem świata. W walce rewanżowej, która odbyła się 8 czerwca tego roku w Nowym Jorku, Griffith zwyciężył niejednogłośnie na punkty i odzyskał tytuł mistrzowski.
Po utracie mistrzostwa Rodríguez stoczył pięć zwycięskich pojedynków pięściarskich, w tym pokonał przez techniczny nokaut Denny'ego Moyera i dwukrotnie wygrał z Wilbertem McClure, a 12 czerwca 1964 w Las Vegas po raz czwarty, a trzeci raz o mistrzostwo świata, zmierzył się z Emile'em Griffithem. Griffith ponownie zwyciężył niejednogłośnie na punkty. Następnie Rodríguez wygrał 15 kolejnych walk, walcząc głównie w wadze średniej, w tym dwukrotnie pokonał Rubina „Hurricane” Cartera w 1965. Gdy Griffith zrezygnował z tytułu mistrzowskiego w wadze półśredniej, Rodríguez stoczył walkę eliminacyjną do pojedynku o mistrzostwo świata, ale przegrał przed czasem z Curtisem Cokesem (który został mistrzem po pokonaniu Manuela Gonzaleza).
Rodríguez skoncentrował się później na walkach w kategorii średniej. Wygrał kolejnych 15 walk, w tym dwukrotnie z Bennie Briscoe w 1967. W 1968 pokonał go Vicente Rondón, ale Rodríguez wygrał z nim w rewanżu w tym samym roku. 22 listopada 1969 w Rzymie spróbował odebrać tytuł mistrza świata w wadze średniej Nino Benvenutiemu, lecz został znokautowany w 11. rundzie.
Kontynuował karierę ze zmiennym szczęściem. W 1970 pokonał go Bunny Sterling, a w 1971 Rodríguez znokautował w 1. rundzie Tony’ego Mundine’a, który później walczył o mistrzostwo świata. Ostatnie walki stoczył w 1972.
Po zakończeniu kariery pięściarskiej mieszkał w Miami, gdzie zmarł w 1996.
Został wybrany w 1997 do Międzynarodowej Bokserskiej Galerii Sławy.